# Nechama Tec
Nechama Tec (ur. 15 maja 1931 w Lublinie, zm. 3 sierpnia 2023 w Nowym Jorku) – amerykańska socjolog i pisarka, emerytowana profesor socjologii University of Connecticut.

## Życiorys
Urodziła się w rodzinie polskich Żydów. W czasie okupacji hitlerowskiej przebywała w rodzinie katolickiej. W 1952 roku wyemigrowała wraz z mężem do Stanów Zjednoczonych. Jest autorką wielu publikacji i książek dotyczących Holokaustu. W 1982 roku opublikowała wspomnienia pt. Dry Tears: The Story of a Lost Childhood (Suche łzy: Opowieść o utraconym dzieciństwie – polskie wydanie w roku 2005).

## Publikacje

### Książki (wybór)
- Dry Tears: The Story of a Lost Childhood (1982, wyd. pol. 2005)
- When Light Pierced the Darkness: Christian Rescue of Jews in Nazi Occupied Poland (1986)
- In The Lion′s Den: The Life of Oswald Rufeisen (1990, wyd. pol. 2008)

- Defiance: The Bielski Partisans (1993)

- Resilience and Courage: Women, Men, and the Holocaust (2003)